# Accademia reale di belle arti di Bruxelles

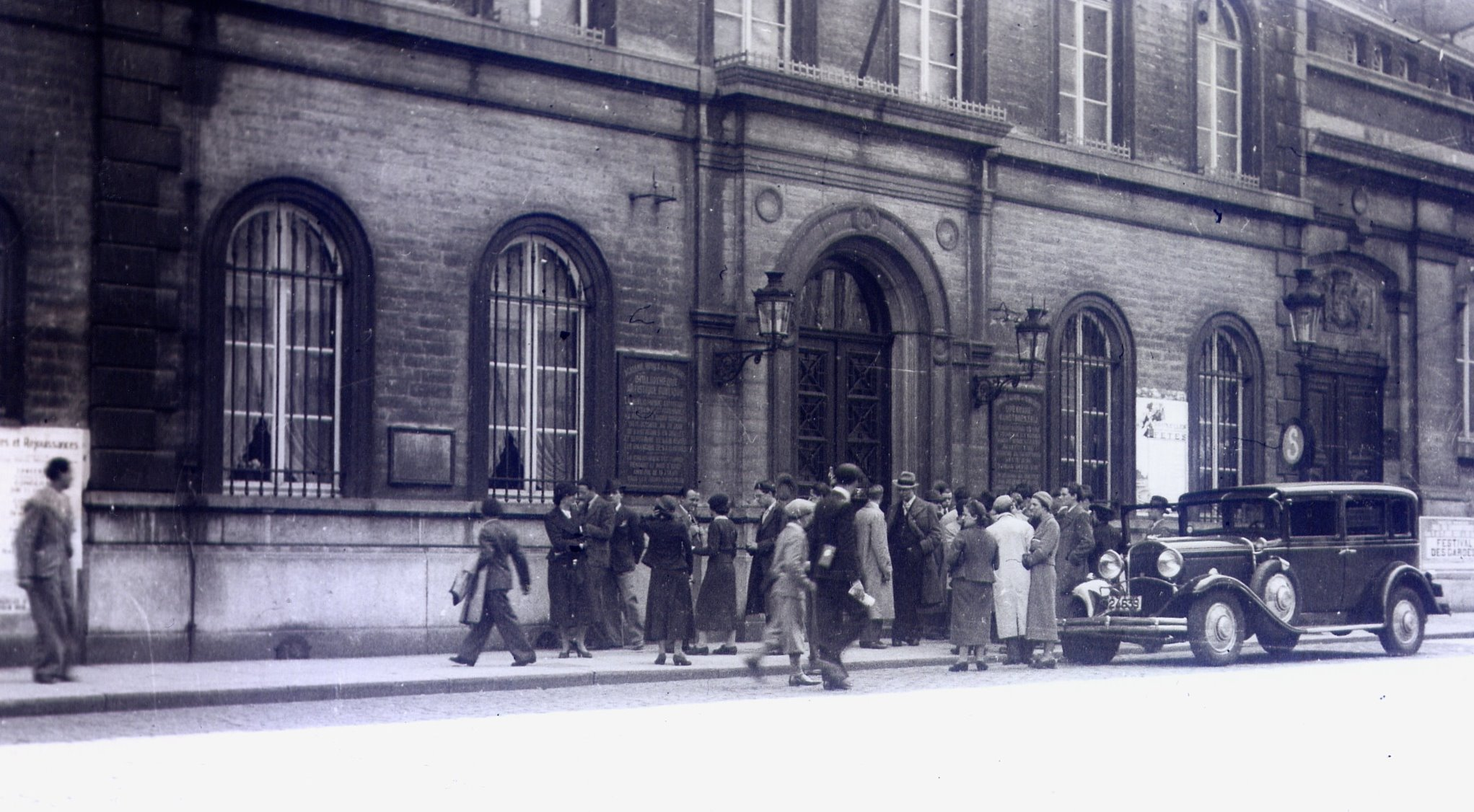
L'Accademia reale di belle arti come appariva nel 1935.

L'Accademia reale di belle arti di Bruxelles (in francese: Academie Royale des Beaux-Arts - Supérieure des Arts de la Ville de Bruxelles (ARBA-ESA); in olandese: Koninklijke Academie per Schone Kunsten van Brussel) è una scuola d'arte belga fondata a Bruxelles, nel 1711. All'inizio era situata in un edificio del municipio. Nel 1876 fu trasferita in un edificio che un tempo ospitava un convento e un orfanotrofio in Rue du Midi, dove venne ripristinata dall'architetto Pierre Victor Jamaer e dove tuttora opera la scuola. Sono stati allievi della scuola James Ensor, René Magritte, Paul Delvaux, Peyo, Vincent van Gogh, Éliane de Meuse

## Facoltà e ex alunni dell'ARBA
Sono stati allievi alcuni dei nomi più famosi della pittura, scultura e architettura belga:
- James Ensor,
- René Magritte,
- Paul Delvaux,
- Peyo, creatore de I Puffi,
- Kali

## Alcuni studenti noti della scuola
- Gustave Léonard de Jonghe (1844-1848), pittore
- Amédée Lynen (1852–1938), pittore e illustratore
- Vincent van Gogh (1853–1890), pittore e disegnatore
- Jan Hillebrand Wijsmuller, (1855-1925), pittore olandese
- Paul Du Bois (1859–1938), scultore francese
- James Ensor (1860–1949), pittore
- Victor Rousseau (1865–1954), scultore
- Gabriel Van Dievoet (1875–1934), pittore
- Victor Servranckx (1897–1965), pittore
- Paul Delvaux (1897–1994), pittore
- René Magritte (1898–1967), pittore
- Éliane de Meuse (1899–1993), pittore
- Jane Graverol (1905–1984), pittrice
- Zhang Chongren, meglio noto come Tschang Tschong-jen (1907–1998), scultore e pittore
- Ben-Ami Shulman, (1907-1986), architetto israeliano
- Claude Strebelle (1917-2010), architetto e costruttore

## Direttori
Fra i direttori dell'Accedemia, si ricordano lo scultore Eugène Simonis e il pittore Jean-François Portaels.